# Santa Cruz del Retamar
Santa Cruz del Retamar és un municipi de la província de Toledo, a la comunitat autònoma de Castella la Manxa. Limita amb Villa del Prado, en la província de Madrid, i Méntrida, La Guardia, Las Ventas de Retamosa, Fuensalida, Portillo de Toledo, Maqueda, Quismondo, Escalona i Almorox, a la de Toledo.

## Demografia
| 1996  | 1998  | 1999  | 2000  | 2001  | 2002  | 2003  | 2004  | 2005  | 2006  |
| ----- | ----- | ----- | ----- | ----- | ----- | ----- | ----- | ----- | ----- |
| 1.933 | 1.942 | 1.974 | 1.971 | 2.017 | 2.068 | 2.137 | 2.152 | 2.129 | 2.555 |

## Administració
| Període      | Nom de l'alcalde/-essa              | Partit polític | Data de possessió |
| ------------ | ----------------------------------- | -------------- | ----------------- |
| 1979 - 1983  | Félix Merchán Benayas               | Independent    | 19/04/1979        |
| 1983 - 1987  | Antonio Beneytez Nombela            | AP/PDP/UL      | 28/05/1983        |
| 1987 - 1991  | Antonio Beneytez Nombela            | PP             | 30/06/1987        |
| 1991 - 1995  | Antonio Beneytez Nombela            | PP             | 15/06/1991        |
| 1995 - 1999  | José Carlos Fernández Fernández     | PP             | 17/06/1995        |
| 1999 - 2003  | José Carlos Fernández Fernández     | PP             | 03/07/1999        |
| 2003 - 2007  | José Carlos Fernández Fernández     | PP             | 14/06/2003        |
| 2007 - 2011  | Alberto Emmanuel Fernández González | PP             | 16/06/2007        |
| 2011 - 2015  | n/d                                 | n/d            | 11/06/2011        |
| 2015 - 2019  | n/d                                 | n/d            | 13/06/2015        |
| 2019 - 2023  | n/d                                 | n/d            | 15/06/2019        |
| Des del 2023 | n/d                                 | n/d            | 17/06/2023        |